# لي بو هي
لي بو هي (بالكورية: 이보희)‏ هي ممثلة كورية جنوبية. ولدت يوم 25 مايو 1959 في واندو في كوريا الجنوبية.

## روابط خارجية
- لي بو هي على موقع IMDb (الإنجليزية)
- لي بو هي على موقع قاعدة بيانات الفيلم (الإنجليزية)

لم يتم العثور على روابط لمواقع التواصل الاجتماعي.